# Einarm

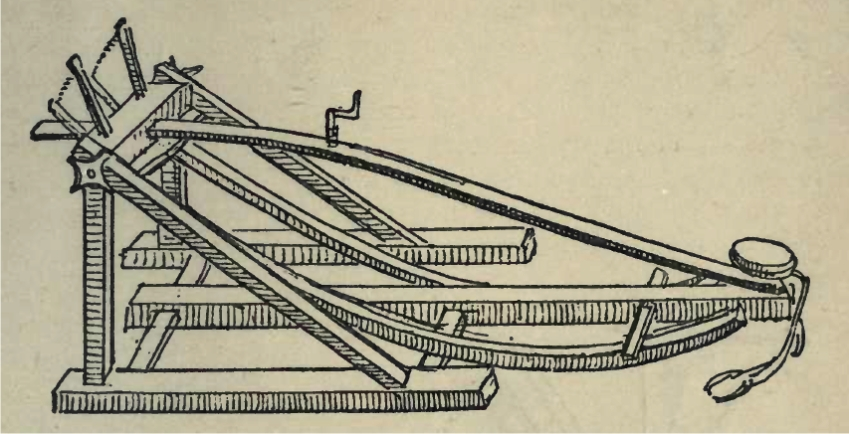
Tekening van een einarm uit de 15e eeuw door Bartholomäus Zeitblom.

De einarm is een middeleeuws artilleriewapen. De einarm is net als alle andere artilleriewapens uit de oudheid en vroege middeleeuwen een katapult; een wapen dat gebruikmaakt van mechanische energie om projectielen weg te schieten. De einarm is enkel bekend van een middeleeuwse tekening en het is niet zeker of deze ooit heeft bestaan.

## Beschrijving
De einarm, Duits voor eenarm, lijkt veel op de Romeinse onager, maar werkt anders. De einarm hoort bij het spangeschut en haalt zijn schietenergie uit de spanning van de bladveren, terwijl de onager bij het torsiegeschut hoort en zijn energie uit het torsiemoment van getordeerde pezen haalt. Verder heeft de einarm geen aanslagblok waar de werparm tegenaan slaat, waardoor deze minder accuraat is dan de onager, maar ook veel rustiger werkt omdat de werparm niet met een klap tegen de aanslag slaat.
De einarm is een zeer eenvoudige katapult, bestaande uit een werparm met lepel en slinger en twee bladveren van flexibel hout of het in de middeleeuwen uitgevonden verenstaal, die aan de voorzijde in hetzelfde horizontale draaibare blok vastzitten als de werparm. De werparm wordt vastgezet op het onderstel, waarna het draaiblok wordt aangedraaid. Hierdoor spant de katapult zich gelijk een handboog, waarbij de bladveren en werparm net als een boog en boogpees bol van elkaar af komen te staan. Als de katapult op spanning is gebracht wordt de werparm losgemaakt, waardoor deze met kracht naar voren schiet.
Opmerkelijk is dat de werparm zowel een lepelvormige steenhouder als een slinger heeft, waardoor de katapult twee projectielen tegelijk kan afvuren. De dubbelschots katapult uit de Codex Madrid van Leonardo da Vinci had dat ook.